# Thomas Steitz
Pour les articles homonymes, voir Steitz.
Thomas Arthur Steitz (23 août 1940 à Milwaukee, Wisconsin et mort le 9 octobre 2018 à Branford, Connecticut) est un biologiste moléculaire américain. Il est corécipiendaire du prix Nobel de chimie de 2009 avec Venkatraman Ramakrishnan et Ada Yonath pour ses travaux sur le ribosome.

## Biographie
Thomas Steitz soutient sa thèse en 1966 de l'université Harvard puis intègre l'Université Yale en 1970 où il travaille depuis. Il est également chercheur du Howard Hughes Medical Institute. Il est membre depuis 1990 de la National Academy of Sciences.
Il reçoit le prix Gairdner en 2007.
En 2009, Steitz, Venkatraman Ramakrishnan et Ada Yonath sont colauréats du prix Nobel de chimie « pour des études de la structure et de la fonction du ribosome ».

## Apports scientifiques
Thomas Steitz a publié la première structure cristalline de la grande sous-unité d'un ribosome, mais on ne pouvait pas distinguer les atomes.